# توموکو نامبا
توموکو نامبا (انگلیسی: Tomoko Namba؛ زادهٔ ۲۱ آوریل ۱۹۶۲) کارآفرین اهل ژاپن است، که در سال ۱۹۹۹ شرکت دینا را تأسیس کرد.